# Cantabile
Cantabile v hudbě (kantaːbile), je italské slovo, pokyn pro interpreta, znamená „zpěvavě“ nebo „lyricky. V instrumentální hudbě se jedná o zvláštní styl, určený k napodobování lidského hlasu.
Původně termín v instrumentální hudbě instruoval k napodobování lidského hlasu určitým způsobem frázování. V 18. století slovo (podobně jako cantando (zpěv)) znamenalo přiměřené tempo a flexibilní hru legato. Navíc cantabile, zvláště v klavírní hudbě, popisuje charakteristiku melodie v pomalém tempu - často adagio - s malými intervalovými kroky, což je zdůrazněno oproti doprovodu (srov. kontrapunkt).
V opeře se cantabile používá jako podstatné jméno označující první polovinu árie, po níž následuje cabaletta. První věta (cantabile) je pomalejší a tvarově mírně volnější než strukturovaná a mírně rychlejší cabaletta. Louis Spohr dal svému houslovému koncertu č. 8 podtitul in moda d'una scena cantata, („po způsobu zpívané [operní] scény“). V hudbě romantcismu měly operní árie silný vliv na „zpěvné“ melodické téma při psaní pro strunné nástroje.